# Ignaz Semmelweis
Ignaz Philipp Semmelweis (cũng gọi là Ignac Semmelweis; tên sinh Semmelweis Ignác Fülöp; 1 tháng 7 năm 1818 – 13 tháng 8 năm 1865) là bác sĩ người Hungary được gọi là "cứu tinh những bà mẹ". Vào năm 1847, ông đã khám phá rằng có thể giảm tỷ lệ mắc sốt sản xuống rất nhiều bằng cách thực hiện những tiêu chuẩn rửa tay tại các bệnh viện khoa sản. Sốt sản xuất hiện thường xuyên tại những bệnh viện vào giữa thế kỷ 19, và bệnh này có tỷ lệ chết 10%–35%. Semmelweis đưa ra học thuyết về rửa tay dùng "những thuốc nước chanh được khử trùng bằng chlor" năm 1847 trong chức chủ tịch của Khu khoa sản thứ nhất tại Bệnh viện Đa khoa Wien; những khu bác sĩ của bệnh viện này có tỷ lệ chết gấp ba lần của tỷ lệ tại những khu bà đỡ. Năm 1851, Semmelweis về Hungary, nước này đã chấp nhận học thuyết của ông vào năm 1857.
Mặc dù ông đã xuất bản vào năm 1861 về những cuộc thử theo thống kê và trong bệnh viện có kết quả rằng việc rửa tay giảm tỷ lệ chết xuống 1%, Quy tắc của Semmelweis chỉ được chấp nhận rộng rãi nhiều năm sau khi ông qua đời, khi Louis Pasteur xác nhận thuyết vi trùng (germ theory). Một trận suy nhược thần kinh (hay có thể là bệnh Alzheimer) đẩy ông vào nhà thương điên; ở đấy Semmelweis chết vì bị đánh đập, thọ 47.
Vào tháng 3 năm 2020, ông được Google Doodle vinh danh vì đã khám phá ra những lợi ích về mặt y tế của việc rửa tay.

## Gia đình và đầu đời

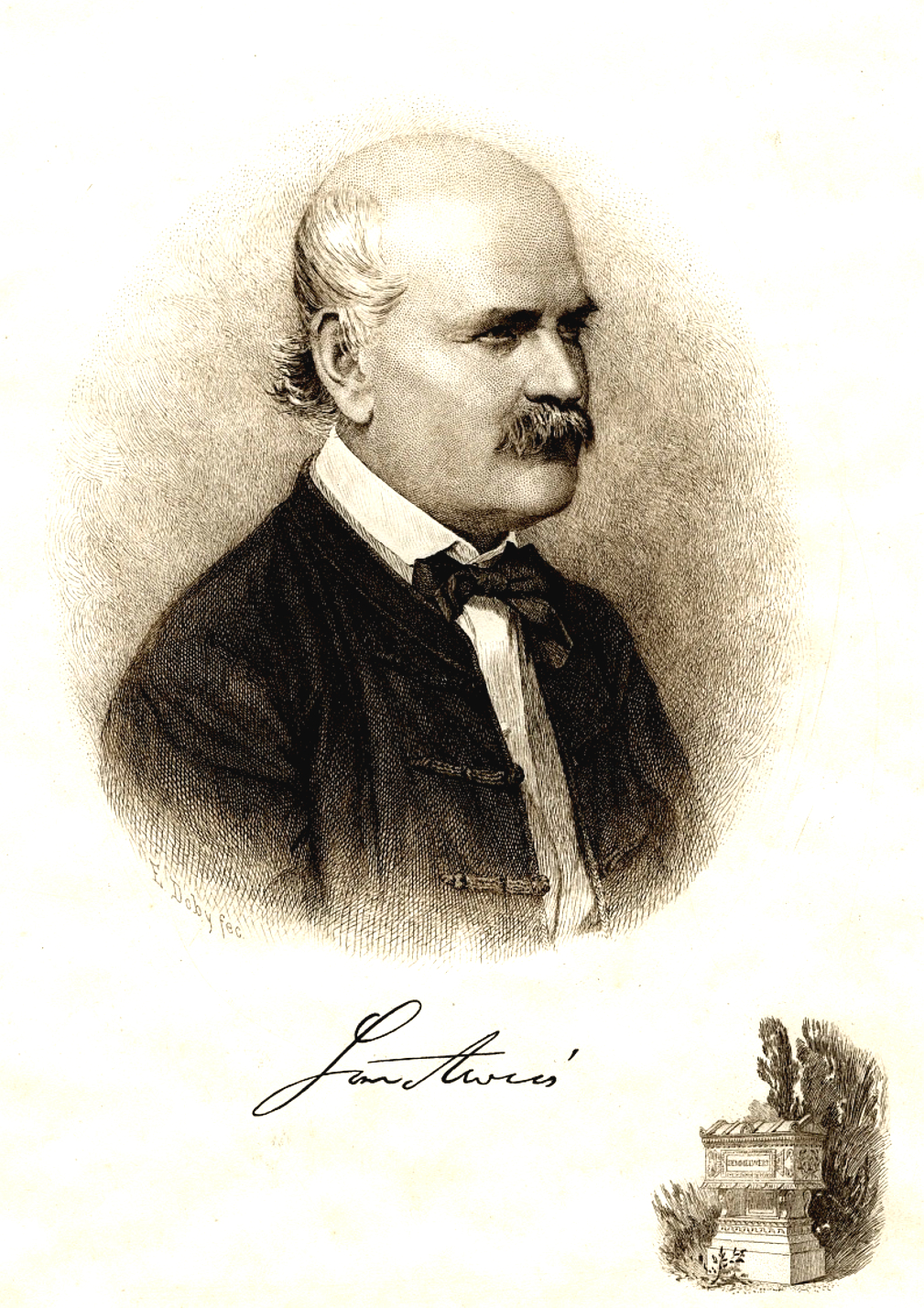
Ignaz Semmelweis (qua Jenő Doby)

Ignaz Semmelweis sinh ngày 1 tháng 7 năm 1818 tại Tabán, một khu phố của Buda, Hungary, ngày nay thuộc Budapest. Ông là đứa con thứ năm trong số mười người trong gia đình buôn bán thịnh vượng của József Semmelweis và Teréz Müller.

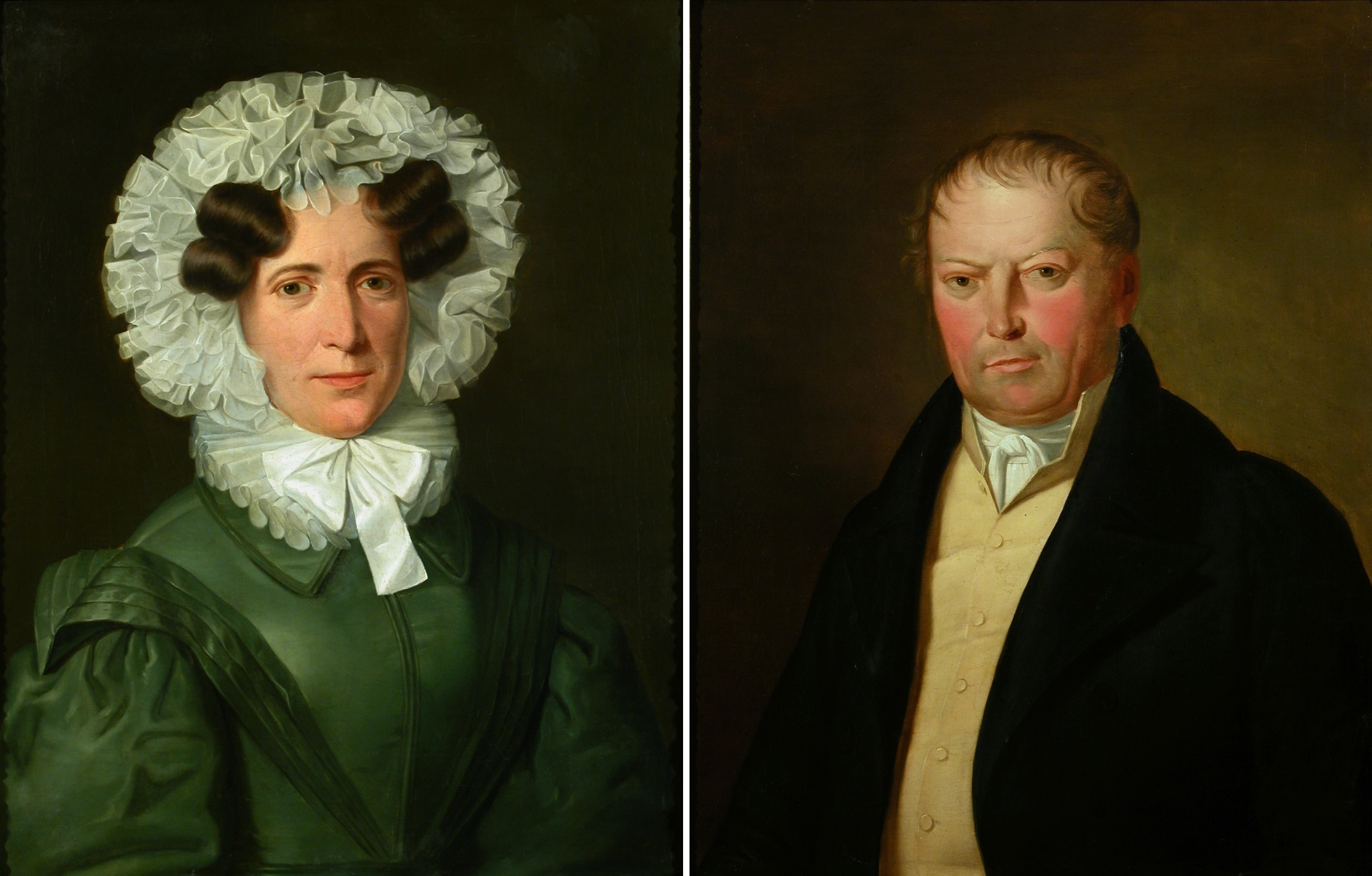
Teréz Müller và József Semmelweis, cha mẹ của Ignaz Semmelweis

Có nguồn gốc từ Đức, cha ông là người Đức (hienc, xuất thân từ Heanzenland, một thuật ngữ tiếng Đức cho lịch sử phương Tây-Hungary) sinh ra ở Kismarton, sau đó là một phần của Hungary, bây giờ là Eisenstadt, Áo. Ông đã đạt được sự cho phép thành lập một cửa hàng ở Buda vào năm 1806 và trong cùng năm đó, đã mở một doanh nghiệp bán buôn các loại gia vị và hàng tiêu dùng nói chung. Công ty được đặt tên là zum Weißen Elefanten (tại Voi Trắng) ở Meindl-Haus ở Tabán (ngày nay 1-3, Phố Apród, Bảo tàng Lịch sử Y học Semmelweis). Đến năm 1810, ông là một người đàn ông giàu có và kết hôn với Teréz Müller, con gái của người xây dựng huấn luyện viên (phương tiện) Fülöp Müller.
Ignaz Semmelweis bắt đầu học luật tại Đại học Vienna vào mùa thu năm 1837, nhưng đến năm sau, vì những lý do không còn được biết đến, ông đã chuyển sang ngành y. Ông đã được trao bằng bác sĩ y khoa vào năm 1844. Sau đó, sau khi không đạt được một cuộc hẹn trong một phòng khám nội khoa, Semmelweis quyết định chuyên về sản khoa. Các giáo viên của ông bao gồm Carl von Rokitansky, Joseph Škoda và Ferdinand von Hebra.

### Trích dẫn
- Antall, József; Szebellédy, Géza (1973), Aus den Jahrhunderten der Heilkunde, Budapest: Corvina Verlag, tr. 7–8
- Ataman, A. D.; Vatanoğlu-Lutz, E. E.; Yıldırım, G (2013). "Medicine in stamps-Ignaz Semmelweis and Puerperal Fever". Journal of the Turkish German Gynecological Association. Quyển 14 số 1. US National Library of Medicine. tr. 35–39. doi:10.5152/jtgga.2013.08. PMC 3881728. PMID 24592068.
- Benedek, István (1983), Ignaz Phillip Semmelweis 1818–1865, Druckerei Kner, Gyomaendrőd, Hungary: Corvina Kiadó (Translated from Hungarian to German by Brigitte Engel), ISBN 963-13-1459-6
- Braun, Carl (1857), Lehrbuch der Geburtshülfe: mit Einschluss der operativen Therapeutik, der übrigen Fortpflanzungs-Functionen der Frauen und der Puerperalprocesse (bằng tiếng Đức), Vienna, Austria: Braumüller, OCLC 991553285
- Breisky, August (1861), "Semmelweis", Vierteljahrschrift für die praktische Heilkunde, 18, Literarischer Anzeiger: 1–13
- Carter, K. Codell; Carter, Barbara R. (ngày 1 tháng 2 năm 2005), Childbed fever. A scientific biography of Ignaz Semmelweis, Transaction Publishers, ISBN 978-1-4128-0467-7
- Hauzman, Erik E. (August 26–30, 2006), Semmelweis and his German contemporaries, Budapest, Hungary, Bản gốc (DOC) lưu trữ ngày 24 tháng 3 năm 2009, truy cập ngày 24 tháng 3 năm 2009 {{Chú thích}}: Đã bỏ qua tham số không rõ |book-title= (trợ giúp)Quản lý CS1: địa điểm thiếu nhà xuất bản (liên kết)
- Fleischer, J. (1856), "Statistischer Bericht der Gebärklinik an der kk. Universität zu Pest im Schuljahre 1855–56", Wiener medizinische Wochenschrift (bằng tiếng Đức), 6: 534–536, truy cập ngày 11 tháng 5 năm 2008, Wir glaubten diese Chlorwaschungs-Theorie habe sich längst überlebt; die Erfahrungen und statistischen Ausweisse der meisten geburtshilflichen Anstalten protestieren gegen ubige Anschanung; es wäre an der Zeit sich von dieser Theorie nicht weiter irreführen zu lassen.
- Hanninen, O.; Farago, M.; Monos, E. (September–October 1983), "Ignaz Philipp Semmelweis, the prophet of bacteriology", Infection Control, 4 (5): 367–370, doi:10.1017/S0195941700059762, PMID 6354955, Bản gốc lưu trữ ngày 4 tháng 4 năm 2008, truy cập ngày 26 tháng 10 năm 2009, Only the clinical facts proved him right during his lifetime; the triumph of bacteriology which began after his death made him not only the "savior of mothers" but also a genial ancestor of bacteriology.
- Hebra, Ferdinand (1847), "Höchst wichtige Erfahrungen über die Aetiologie der an Gebäranstalten epidemischen Puerperalfieber", Zeitschrift der K.k. Gesellschaft der Ärzte zu Wien, 4 (1): 242–244
- Hebra, Ferdinand (1848), "Fortsetzung der Erfahrungen über die Aetiologie der in Gebäranstalten epidemischen Puerperalfieber", Zeitschrift der K.k. Gesellschaft der Ärzte zu Wien, 5: 64f
- Levy, Karl Edouard Marius (1848), "De nyeste Forsög i Födselsstiftelsen i Wien til Oplysning om Barselfeberens Aetiologie", Hospitals-Meddelelser, 1: 199–211
- Muenze Oesterreich AG (2017), "50 Euro – Ignaz Philipp Semmelweis (2008)", Austrian Mint website, Vienna, Bản gốc lưu trữ ngày 13 tháng 12 năm 2010, truy cập ngày 27 tháng 10 năm 2009, The new gold coin with a face value of 50 Euro has a portrait of the celebrated doctor himself together with the staff of Aesculapius, which is the logo for the entire series. The reverse has a bird's-eye view of the old General Hospital in Vienna, where Semmelweis was stationed in the childbirth clinic. An insert to the right shows a doctor and a student in the act of disinfecting their hands before examining a patient.
- Nissani, M. (1995). "The Plight of the Obscure Innovator in Science". Social Studies of Science. Quyển 25. tr. 165–183. doi:10.1177/030631295025001008.
- Nuland, Sherwin B. (2003), The Doctors' Plague: Germs, Childbed Fever and the Strange Story of Ignac Semmelweis, W. W. Norton, ISBN 0-393-05299-0
- Obenchain, Theodore G. (2016). Genius Belabored: Childbed Fever and the Tragic Life of Ignaz Semmelweis. University of Alabama Press. ISBN 978-0-81731-929-8.
- Piper, John (2007). Motherkillers. Brighton: Book Guild. ISBN 978-1-84624-087-4. Truy cập ngày 27 tháng 2 năm 2015.
- Reid, Robert William (1975), Microbes and Men, New York, NY, U.S.A.: Saturday Review Press, ISBN 978-0-8415-0348-9, OCLC 1227698
- Schmidt, Joseph Hermann (1850), "Die geburtshülfliche-klinischen Institute der königlichen Charité", Annalen des Charité-Krankenhauses zu Berlin, 1: 485–523
- Semmelweis Society International. "Dr Semmelweis' Biography". Bản gốc lưu trữ ngày 2 tháng 1 năm 2018. Truy cập ngày 2 tháng 9 năm 2016.
- Semmelweis, Ignaz (ngày 15 tháng 9 năm 1983) [1983], Etiology, Concept and Prophylaxis of Childbed Fever, Carter, K. Codell biên dịch, University of Wisconsin Press, ISBN 0-299-09364-6 (references to Carter's foreword and notes indicated)
- "Semmelweis Orvostörténeti Múzeum". Semmelweis.museum.hu. Bản gốc lưu trữ ngày 10 tháng 5 năm 2012. Truy cập ngày 19 tháng 5 năm 2012.
- Tyler Smith, W. (1856), "Puerperal Fever", The Lancet, 2 (1732): 503–505, doi:10.1016/s0140-6736(02)60262-4
- Wieger, Friedrich (1849), "Des moyens prophylactiques mis en U.S.A.ge au grand hôpital de Vienne contre l'apparition de la fièvre puerpérale", Gazette Médicale de Strasbourg (bằng tiếng Pháp), 9: 99–105